# Albert-Paul Granier
Albert-Paul Granier (* 3. September 1888 in Le Croisic; † 17. August 1917 in der Nähe von Verdun) war ein französischer Lyriker.

## Biografie
Albert-Paul Granier wurde als Sohn eines kunstbegeisterten Notars geboren und kam so schon früh in Kontakt mit Musik und Literatur. Der Komponist Gabriel Fauré war unter anderem ein Bekannter der Familie. Albert-Paul Granier besuchte zuerst die Schule in Le Croisic, später in Saint-Nazaire, wo er 1908 seinen Baccalaureat machte. Anschließend besuchte er die Notarschule in Nantes, die er 1910 erfolgreich abschloss. Seinen dreijährigen Militärdienst absolvierte Albert-Paul Granier in Paris, wo er bis zum Ausbruch des Ersten Weltkriegs verblieb. Mit Kriegsausbruch wurde Granier zu einer Artillerieeinheit versetzt. Diese Einheit kämpfte 1916 an der Front in Verdun. Albert-Paul Granier ließ sich 1917 aus seiner Artillerieeinheit zur Luftwaffe versetzen und diente als Späher bei Erkundungsflügen rund um Verdun. Bei einem dieser Einsätze wurde sein Flugzeug von einer Granate getroffen und komplett zerstört. Seine Leiche wurde nie gefunden.

## Werk
Schon seit seiner Jugend schrieb Albert-Paul Granier lyrische Texte und er komponierte auch. So existiert das Liebeslied Absente von ihm aus seinem letzten Schuljahr 1908. Aus seiner Pariser Zeit vor dem Ersten Weltkrieg ist bekannt, dass Albert-Paul Granier am künstlerischen Leben teilnahm, Konzerte besuchte, Gedichte schrieb und auch weiter komponierte. Während seines Kriegseinsatzes an der Front von Verdun schrieb er Gedichte über die Grauen des Krieges. Eine Sammlung dieser Gedichte wurde 1917 noch zu Lebzeiten von Albert-Paul Granier unter dem Titel Les Coqs et les Vautours veröffentlicht. Zu dieser Zeit fand die Veröffentlichung aber wenig Beachtung und Albert-Paul Granier und sein Werk wurden für viele Jahrzehnte vergessen. Im Jahr 2008 entdeckte der französische Sprachforscher Claude Duneton die Veröffentlichung wieder und bemühte sich um eine Neuauflage. Diese neuerliche Veröffentlichung wurde in Rezensionen hochgelobt und die Qualität der Werke von Albert-Paul Granier mit der von Guillaume Apollinaire verglichen. Eine Übersetzung des Gedichtbandes ins Englische erfolgte dann 2014.

## Veröffentlichungen
- Les Coqs et les Vautours
  - Erstauflage: Jouve & Cie, 1917
  - Neuauflage: Les Equateurs, 2008, ISBN 978-2-84990-109-0, Herausgeber: Claude Duneton
  - englische Übersetzung: Saxon Books, 2014, ISBN 978-0-9528969-7-5, Übersetzer: Ian Higgins
- Marche nuptiale für Orgel (1909)
- Absente, für Stimme und Klavier (1908)[2]